# Frog cake
Pour les articles homonymes, voir Frog.
Un frog cake est un dessert en forme de tête de grenouille, composé de génoise et de crème recouverte de fondant. À l'origine, les frog cake étaient exclusivement disponibles en vert, mais le marron et le rose ont ensuite été ajoutés à la gamme. Depuis, d'autres variantes ont été développées, notamment des variétés saisonnières (comme les bonhommes de neige et les poussins de Pâques).
Le gâteau a été qualifié de « typiquement sud-australien » et a servi à promouvoir l'État. En reconnaissance de son importance culturelle, il a été classé en 2001 au patrimoine culturel de l'Australie-Méridionale par le National Trust of South Australia.

## Historique
Il a été créé par la boulangerie Balfours (en) vers 1923 et est devenu populaire dans les maisons de thé en Australie-Méridionale.